# Jüdischer Friedhof (Międzyrzecz)
Koordinaten: 52° 27′ 47,2″ N, 15° 33′ 45″ O

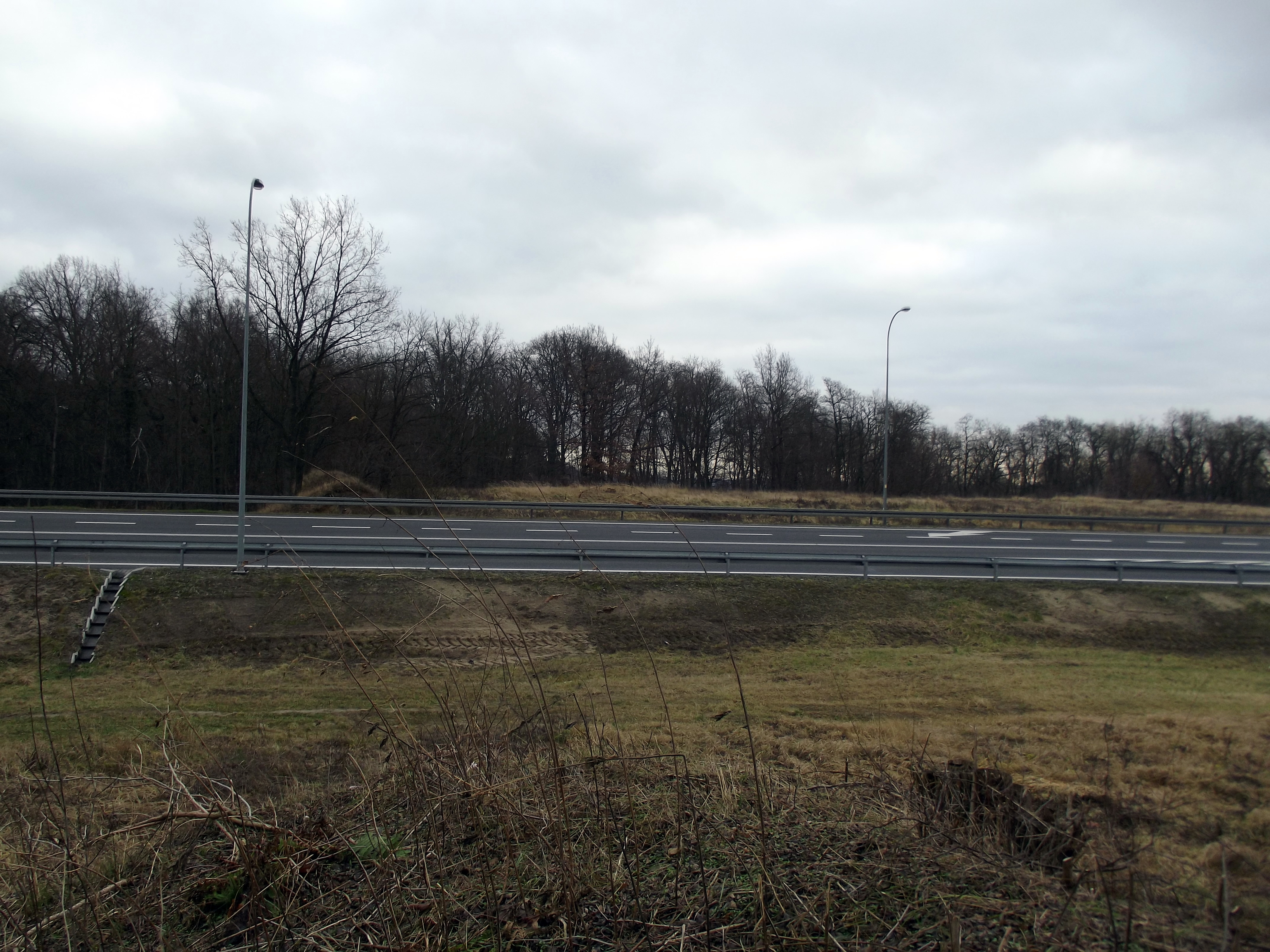
Umgehungsstraße durch das ehemalige Friedhofsgelände

Der Jüdische Friedhof in Międzyrzecz (deutsch Meseritz), einer polnischen Stadt in der Wojewodschaft Lebus, soll bereits gegen Mitte des 14. Jahrhunderts auf dem sogenannten Judenberg, an der Straße nach Skwierzyna (Schwerin/Warthe), angelegt worden sein.
Der etwa drei Hektar große Jüdische Friedhof wurde Anfang der 1970er Jahre eingeebnet und danach als Kiesgrube genutzt. 20 Jahre später wurde eine Umgehungsstraße durch das Gelände gebaut. Vom ehemaligen Friedhof sind noch sieben Grabsteine erhalten, die unter anderem im Regionalmuseum aufbewahrt werden. Auf dem Friedhofsgelände finden sich noch Fragmente von Grabsteinen und der Umzäunung.

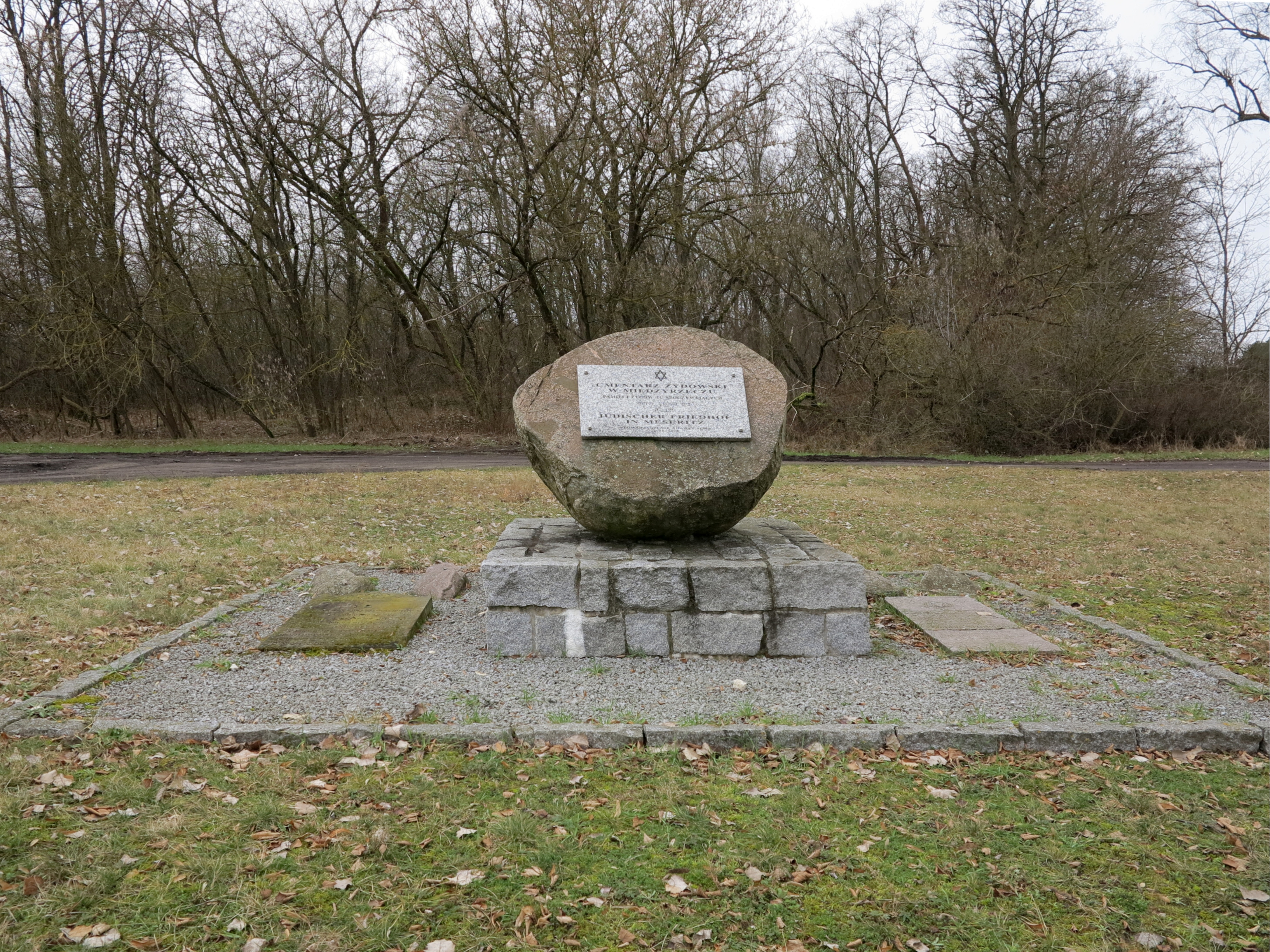
Dieser Findling erinnert an den nicht mehr vorhandenen Friedhof in Międzyrzecz

Ein weiterer jüdischer Friedhof befindet sich östlich der Stadt in Obrzyce (Obrawalde) auf dem Gelände einer ehemaligen Nervenklinik.

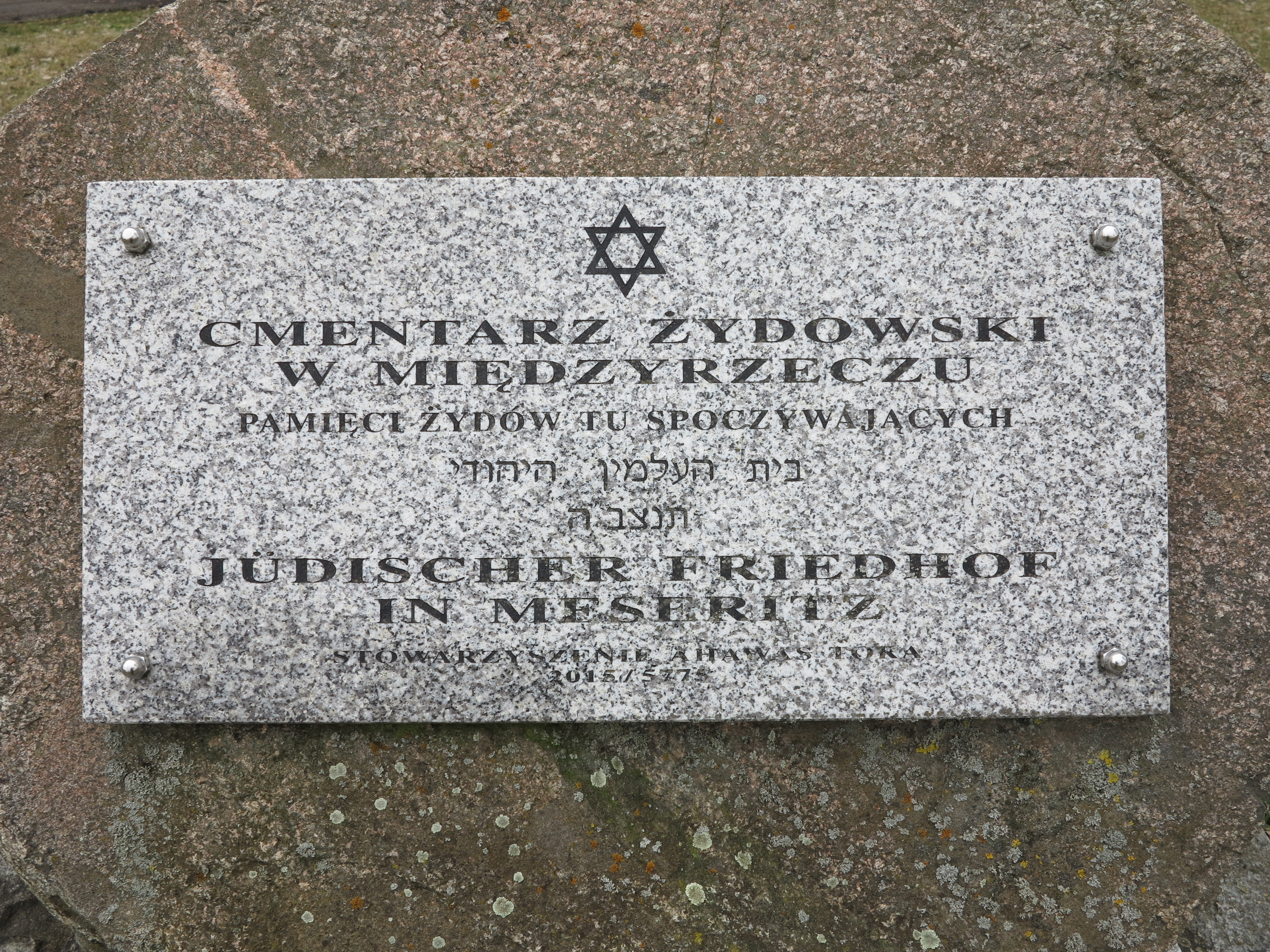
Aufschrift auf dem Gedenkstein